# Karel Ignác Thám

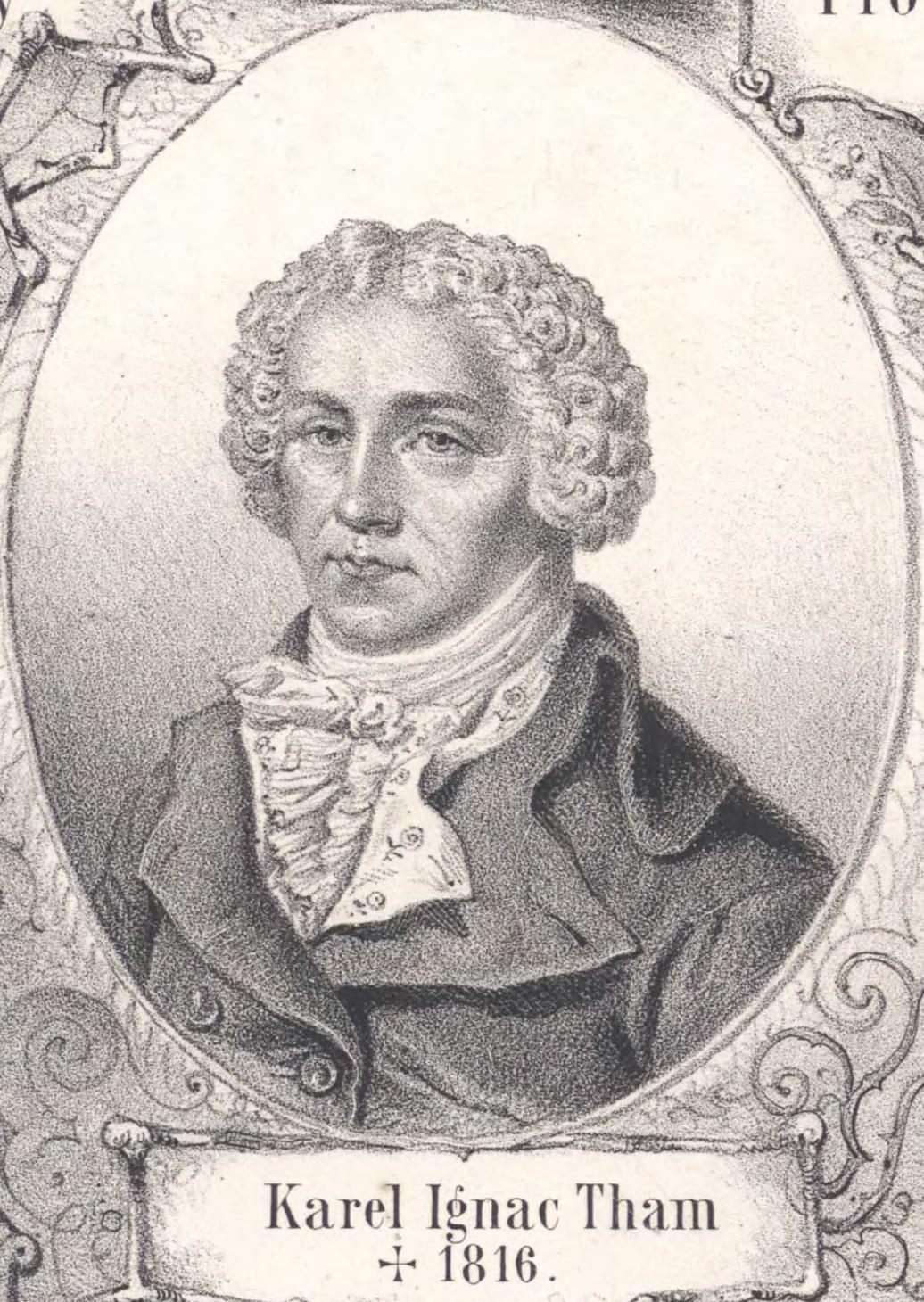
Karel Ignác Thám

Karel Václav Ignác Thám  (* 4. November 1763 in Prag; † 7. März 1816 ebenda) war ein tschechischer Schriftsteller, Lexikograph und Übersetzer.

## Leben
Der Sohn eines Kochs beim Grafen Waldstein und Bruder des Schriftstellers Václav Thám, besuchte von 1775 bis 1780 das Prager Gymnasium, studierte später Philosophie und promovierte an der Karls-Universität Prag. Nach dem Studium arbeitete er in der Prager Bibliotheca nationalis bohemica und katalogisierte dort alte tschechische Literatur. Vermutlich wurde er durch Einfluss seiner Arbeit zum Patrioten, aktives Mitglied der Wiedererweckungsbewegung und Verteidiger der tschechischen Sprache.
Später arbeitete er als Privatlehrer für Tschechisch, Französisch und Deutsch. 1803 hielt er am akademischen Gymnasium Vorlesungen zum Thema Über den Charakter der Slawen, dann über den Ursprung, die Schicksale, Vollkommenheit, die Nützlichkeit und Wichtigkeit der böhmischen Sprache. Da er in Prag keine feste Anstellung bekam, ging er nach Wien, hatte dort jedoch auch keinen Erfolg. Nach seiner Rückkehr erkrankte Thám an Lungenentzündung und fiel in finanzielle Nöte. Sein größter Förderer in dieser Zeit war vor allem Josef Dobrovský.

## Werke
Thám schrieb Abhandlungen und Fachliteratur zur Linguistik und verfasste patriotische Schriften, in denen er auch die böhmischen Adeligen an ihre Verpflichtungen gegenüber der Nation und der dort lebenden Bevölkerung erinnerte. Zum gleichen Thema verfasste er auch einige Theaterstücke. Er übersetzte Macbeth von William Shakespeare und Die Räuber Friedrich Schillers sowie Werke weniger bekannten Autoren.

## In deutscher Sprache publiziert
- Kurzgefasste böhmische Sprachlehre nebst böhmischen, deutschen und französischen Gesprächen und Auszügen aus den besten böhmischen Schriftstellern (1787)
- Deutsch-böhmisches Nationallexikon (1788)
- Böhmische Grammatik zum Gebrauche der Deutschen (1798)
- Kleines deutsch-böhmisches Wörterbuch oder Sammlung von Wörtern, Redensarten und Sprüchwörtern (1799)
- Leichte und gründliche Methode in kurzer Zeit echt böhmisch auszusprechen, zu lesen und zu schreiben (1800, 1811)
- Ausführliches deutsch-böhmisches synonymisches phraseologisches Lexikon (1805)
- Versuch eines böhmisch-deutschen juridischen und geschäftsmännischen Lexikons (1808)
- Böhmische und deutsche Gespräche oder grundliche Anleitung in der möglichsten Geschwindigkeit böhmisch sprechen zu können (1811)
- Kunst in drei Monaten böhmisch lesen, schreiben und sprechen zu lernen (1814)
- Neuestes möglichst vollständiges… deutsch-böhmisches und böhmisch deutsches Taschenwörterbuch (1814)
- Neuester möglichst ausführliches und vollständiger deutsch-böhmischer geographisch-topographisch-mythologischer Taschen-Nomenclator (1815)
- Neuester deutsch-böhmischer Nomenclator (1815)
- Lehrbuch für Anfänger in der böhmischen Sprache in grammatischen und seinen taktischen Übungen (1817)